# KIKN
Koordinaten: 43° 29′ 22″ N, 97° 26′ 33″ W
KIKN oder KIKN-FM (Branding: „Kickin' 100.5“) ist ein US-amerikanischer Countrymusik-Hörfunksender aus Salem im US-Bundesstaat South Dakota. KIKN sendet auf der UKW-Frequenz 100,5 MHz. Eigentümer und Betreiber ist Cumulus Licensing LLC.

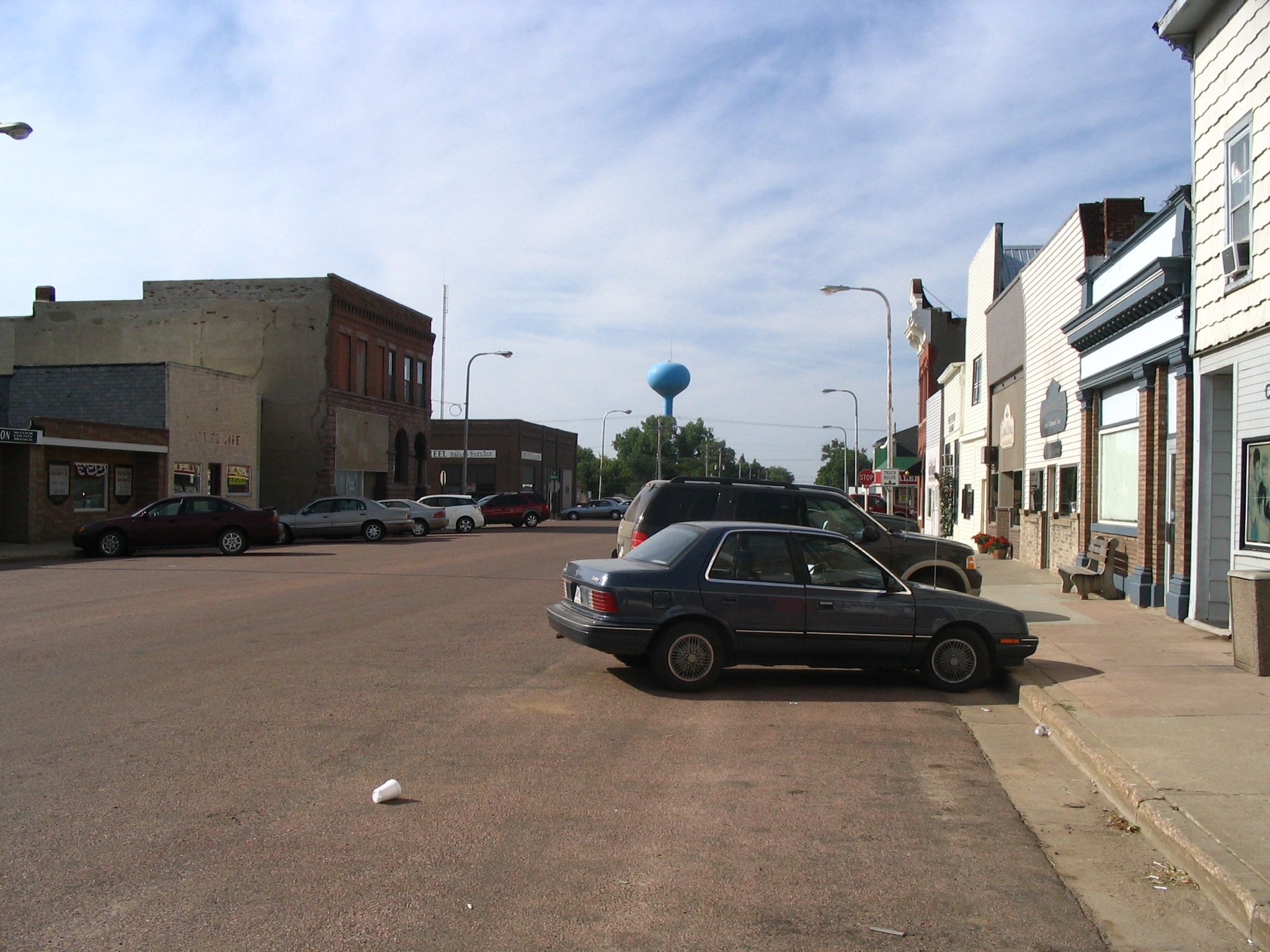
Downtown Salem, South Dakota